# Eiernippel
Eiernippel sind kurze Nippelröhrchen (sie werden in den Kabelaustritt von Lampenfassungen geschraubt) mit einer isolierenden Porzellanummantelung der oberen Hälfte, die einen kleinen Drahtbügel hält.
Der Zweck der heute kaum noch gebräuchlichen Eiernippel ist das Aufhängen einer Lampe an einem Haken oder einer Kette, wodurch die Zuleitung mechanisch entlastet wird. Durch die Isolierung des Drahtbügels vom Nippelröhrchen wird verhindert, dass eine defekte Fassung auch Haken oder Kette unter Spannung setzt.
Dieselbe mechanische Funktion, jedoch ohne Isolierung, erfüllen Ringnippel, bei denen der Bügel direkt am Nippel befestigt ist, und Aufhängebügel, die auf ein einfaches Nippelröhrchen aufgeschraubt werden.
Die Herkunft des Begriffs Eiernippel ist unklar, allerdings erinnert die Form der Porzellanummantelung etwas an ein geköpftes Ei.